# Ahmadou Ahidjo

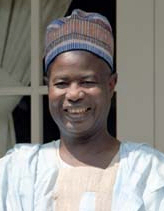
Ahmadou Ahidjo

Ahmadou Ahidjo (n. 24 august 1924, Garoua - d. 30 noiembrie 1989, Dakar) a fost primul președinte al Camerunului, având mandatul în perioada 1960 - 1982. A condus una dintre puținele încercări reușite de unificare africană: unirea jumătății de Sud a fostului Camerun britanic cu partea mai mare a Camernului de limbă franceză. După ce a reușit formarea unei națiuni stabile și relativ prospere (printr-o guvernare monopartidă), a fost exilat în 1982 ca urmare a implicării într-un complot împotriva succesorului său, Paul Biya.